# Girlfriend (bài hát của Avril Lavigne)
"Girlfriend" là một bài hát của nghệ sĩ thu âm người Canada Avril Lavigne nằm trong album phòng thu thứ ba của cô The Best Damn Thing (2007). Nó được phát hành vào ngày 27 tháng 2 năm 2007 như là đĩa đơn đầu tiên trích từ album bởi RCA Records. Bài hát được viết lời bởi Lavigne và Dr. Luke, người tham gia đồng sản xuất nó với Matt Beckley và Steven Wolf. Đây là một bản pop punk với nội dung xoay quanh việc một cô gái đã phải lòng một chàng trai, và cô tuyên bố rằng cô nên là bạn gái của anh ấy. "Girlfriend" được ghi nhận là có nhiều điểm tương đồng với đĩa đơn "Mickey" năm 1982 của Toni Basil, và đĩa đơn "I Wanna Be Your Boyfriend" năm 1979 của The Rubinoos. Những nhạc sĩ của "I Wanna Be Your Boyfriend" đã kiện Lavigne và Dr. Luke vi phạm bản quyền, tuy nhiên vấn đề này đã được giải quyết sau đó.
Sau khi phát hành, bài hát đã nhận được những phản ứng tích cực từ các nhà phê bình âm nhạc, trong đó họ đánh giá cao giai điệu bắt tai của nó. Nó cũng được nhấn mạnh như là một trong những bản pop-punk quan trọng nhất của mọi thời đại. Về mặt thương mại, "Girlfriend" cũng gặt hái những thành công vượt trội trên toàn cầu, đứng đầu các bảng xếp hạng ở nhiều quốc gia, bao gồm Úc, Áo, Canada, Ireland, Ý, New Zealand, Thụy Điển và Hoa Kỳ cũng như lọt vào top 10 ở hầu hết những thị trường khác. Tại Hoa Kỳ, nó đạt vị trí số một trên bảng xếp hạng Billboard Hot 100, trở thành đĩa đơn quán quân đầu tiên của Lavigne tại đây. Bài hát cũng trở thành đĩa đơn bán chạy nhất thế giới năm 2007 với 7.3 triệu bản, và là một trong những đĩa đơn bán chạy nhất mọi thời đại.
Video ca nhạc của "Girlfriend" được đạo diễn bởi The Malloys, trong đó Lavigne hóa thân thành ba hình tượng khác nhau và tất cả đều cố gắng để giành được tình cảm của một chàng trai. Trong năm 2008, nó đã trở thành video được xem nhiều nhất trên YouTube, và là video đầu tiên trong lịch sử trang mạng này đạt được 100 triệu lượt xem. Trong tháng 6 năm 2007, bản phối lại chính thức của bài hát, hợp tác với rapper người Mỹ Lil Mama đã được phát hành với một video ca nhạc kèm theo. Ngoài ra, nhiều phiên bản khác nhau của "Girlfriend" cũng được phát hành với phần điệp khúc được hát bằng nhiều ngôn ngữ. Để quảng bá cho bài hát, Lavigne đã trình diễn nó trên nhiều chương trình truyền hình và lễ trao giải khác nhau, bao gồm Giải Video âm nhạc MuchMusic năm 2007, Giải Sự lựa chọn của Giới trẻ năm 2007 và Giải thưởng Juno năm 2008.

## Danh sách bài hát
Đĩa CD tại Úc, châu Âu và Anh quốc
1. "Girlfriend" - 3:38
2. "Alone" - 3:13

Đĩa CD tại Hoa Kỳ
1. "Girlfriend" (radio chỉnh sửa) - 3:36
2. "Girlfriend" (bản tiếng Anh/tiếng Tây Ban Nha) - 3:36
3. "Girlfriend" (nhạc chuông) - 0:10

Đĩa CD tại Hoa Kỳ (Girlfriend Remixes)
1. "Girlfriend" (Dr. Luke Remix hợp tác với Lil Mama) - 3:24
2. "Girlfriend" (bản tiếng Nhật) - 3:37
3. "Keep Holding On" - 4:00

## Xếp hạng
| Bảng xếp hạng (2007)                 | Vị trí cao nhất |
| ------------------------------------ | --------------- |
| Úc (ARIA)                            | 1               |
| Áo (Ö3 Austria Top 40)               | 1               |
| Bỉ (Ultratop 50 Flanders)            | 8               |
| Bỉ (Ultratop 50 Wallonia)            | 7               |
| Brazil (ABPD)                        | 1               |
| Canada (Canadian Hot 100)            | 1               |
| Cộng hòa Séc (Rádio Top 100)         | 4               |
| Châu Âu (European Hot 100 Singles)   | 1               |
| Pháp (SNEP)                          | 2               |
| Đức (Official German Charts)         | 3               |
| Ireland (IRMA)                       | 1               |
| Ý (FIMI)                             | 1               |
| Hà Lan (Single Top 100)              | 34              |
| New Zealand (Recorded Music NZ)      | 1               |
| Slovakia (Rádio Top 100)             | 8               |
| Thụy Điển (Sverigetopplistan)        | 1               |
| Thụy Sĩ (Schweizer Hitparade)        | 3               |
| Anh Quốc (OCC)                       | 2               |
| Ukraine (FDR Charts)                 | 1               |
| Hoa Kỳ Billboard Hot 100             | 1               |
| Hoa Kỳ Adult Pop Airplay (Billboard) | 13              |
| Hoa Kỳ Pop Airplay (Billboard)       | 1               |
| Venezuela Pop Rock (Record Report)   | 1               |

| Bảng xếp hạng (2007)                 | Vị trí |
| ------------------------------------ | ------ |
| Australia (ARIA)                     | 2      |
| Austria (Ö3 Austria Top 40)          | 11     |
| Belgium (Ultratop 50 Flanders)       | 36     |
| Belgium (Ultratop 40 Wallonia)       | 26     |
| Europe (European Hot 100 Singles)    | 10     |
| France (SNEP)                        | 34     |
| Germany (Official German Charts)     | 25     |
| Ireland (IRMA)                       | 8      |
| Italy (FIMI)                         | 24     |
| Japan (Tokyo Hot 100)                | 2      |
| New Zealand (Recorded Music NZ)      | 14     |
| Sweden (Sverigetopplistan)           | 33     |
| Switzerland (Schweizer Hitparade)    | 29     |
| UK Singles (Official Charts Company) | 20     |
| US Billboard Hot 100                 | 12     |
| US Pop Songs (Billboard)             | 6      |

| Bảng xếp hạng (2000–2009) | Vị trí |
| ------------------------- | ------ |
| Australia (ARIA)          | 66     |
| US Billboard Hot 100      | 94     |

## Chứng nhận
| Quốc gia                                                                           | Chứng nhận             | Số đơn vị/doanh số chứng nhận |
| ---------------------------------------------------------------------------------- | ---------------------- | ----------------------------- |
| Úc (ARIA)                                                                          | 4× Bạch kim            | 280.000^                      |
| Áo (IFPI Áo)                                                                       | Vàng                   | 15,000*                       |
| Bỉ (BEA)                                                                           | Bạch kim               | 15,000*                       |
| Brasil (Pro-Música Brasil)                                                         | Bạch kim               | 100,000*                      |
| Canada (Music Canada)                                                              | 2× Bạch kim            | 80.000*                       |
| Nhật Bản (RIAJ)                                                                    | Triệu (Nhạc chuông)    | 1,000,000^                    |
| Nhật Bản (RIAJ)                                                                    | 3× Bạch kim (Track)    | 750,000^                      |
| Nhật Bản (RIAJ)                                                                    | Vàng (PC)              | 100,000^                      |
| New Zealand (RMNZ)                                                                 | Vàng                   | 15,000*                       |
| Anh Quốc (BPI)                                                                     | Vàng                   | 400,000‡                      |
| Hoa Kỳ (RIAA)                                                                      | 2× Bạch kim (Nhạc số)  | 3,800,000                     |
| Hoa Kỳ (RIAA)                                                                      | Bạch kim (Nhạc chuông) | 1,000,000^                    |
| * Chứng nhận dựa theo doanh số tiêu thụ. ^ Chứng nhận dựa theo doanh số nhập hàng. |                        |                               |

## Giải thưởng
| Năm  | Lễ trao giải                                       | Giải thưởng                                                    | Kết quả   |
| ---- | -------------------------------------------------- | -------------------------------------------------------------- | --------- |
| 2007 | Giải thưởng MuchMusic Video                        | Video quốc tế của năm bởi nghệ sĩ Canada                       | Đoạt giải |
| 2007 | Giải thưởng MuchMusic Video                        | Giải thưởng của công chúng: Nghệ sĩ Canada được yêu thích nhất | Đoạt giải |
| 2007 | Giải Video âm nhạc của MTV                         | Đĩa đơn Quái vật của năm                                       | Đề cử     |
| 2007 | Los Premios MTV Latinoamérica                      | Bài hát của năm                                                | Đoạt giải |
| 2007 | Giải Âm nhạc châu Âu của MTV                       | Bài hát của năm                                                | Đoạt giải |
| 2007 | Giải thưởng Oye                                    | Bài hát quốc tế của năm                                        | Đề cử     |
| 2007 | Giải thưởng Planeta                                | Bài hát Pop/Hip Hop của năm                                    | Đề cử     |
| 2007 | Giải Sự lựa chọn của Giới trẻ                      | Lựa chọn: Đĩa đơn - Âm nhạc                                    | Đoạt giải |
| 2007 | TMF Awards (Belgium)                               | Video xuất sắc: Quốc tế                                        | Đề cử     |
| 2007 | Giải thưởng âm nhạc Virgin Media                   | Track xuất sắc nhất                                            | Đề cử     |
| 2007 | Cuộc bình chọn lần thứ 13 của bạn đọc Chart Attack | Bài hát xuất sắc nhất                                          | Đề cử     |
| 2007 | Cuộc bình chọn lần thứ 13 của bạn đọc Chart Attack | Video xuất sắc nhất                                            | Đề cử     |
| 2008 | Japan Gold Disc Award                              | Nhạc chuông của năm                                            | Đoạt giải |
| 2008 | Japan Gold Disc Award                              | Đĩa đơn của năm (điện thoại)                                   | Đoạt giải |
| 2008 | Giải thưởng Juno                                   | Đĩa đơn của năm                                                | Đề cử     |
| 2008 | MTV Asia Awards                                    | Hook Up tốt nhất                                               | Đề cử     |
| 2008 | MTV Video Music Awards Japan                       | Video Pop xuất sắc nhất                                        | Đoạt giải |
| 2008 | MTV Video Music Awards Japan                       | Bài hát Karaoke xuất sắc nhất                                  | Đề cử     |
| 2008 | Giải thưởng MuchMusic Video                        | Video được xem nhiều nhất trang MuchMusic.com                  | Đề cử     |
| 2008 | Giải thưởng âm nhạc Imperio                        | Bài hát của năm                                                | Đoạt giải |
| 2008 | Giải thưởng âm nhạc Imperio                        | Video Pop xuất sắc nhất                                        | Đoạt giải |
| 2008 | Giải thưởng âm nhạc Myx Music                      | MV quốc tế xuất sắc nhất                                       | Đề cử     |
| 2008 | Giải Sự lựa chọn của trẻ em của kênh Nickelodeon   | Bài hát được yêu thích                                         | Đoạt giải |
| 2008 | Giải thưởng Socan Awards                           | Bài hát Pop xuất sắc nhất                                      | Đoạt giải |
| 2008 | Giải thưởng TRL                                    | Quán quân xuất sắc nhất                                        | Đề cử     |
| 2008 | Giải thưởng Capricho Awards                        | Video xuất sắc nhất trên Youtube                               | Đề cử     |
| 2012 | Giải thưởng VEVOCertified                          | 100.000.000 lượt xem                                           | Đoạt giải |